# پیپت جنگلی
پیپت جنگلی یا پیپت درختزار (نام علمی: Anthus nyassae) یک پرنده گنجشک‌سان کوچک وابسته به سردهٔ پیپت (Anthus) از خانواده دم‌جنبانکان (Motacillidae) است. در گذشته با پیپت نوک‌دراز (Anthus similis) بود اما اکنون اغلب به عنوان یک گونه جداگانه در نظر گرفته می‌شود. این پرنده از جنگل‌های میومبو در جنوب مرکزی آفریقا است، برخلاف پیپت نوک‌دراز که در علفزارهای باز ساکن است. هنگامی که می‌جهد روی درختان نشسته است اما روی زمین برای بی‌مهرگان غذایابی می‌کند.